# Kopargaon
Kopargaon är en ort i Indien.   Den ligger i distriktet Ahmadnagar och delstaten Maharashtra, i den centrala delen av landet, 1 000 km söder om huvudstaden New Delhi. Kopargaon ligger 504 meter över havet och antalet invånare är 65 116.
Terrängen runt Kopargaon är mycket platt. Runt Kopargaon är det tätbefolkat, med 427 invånare per kvadratkilometer. Kopargaon är det största samhället i trakten. Trakten runt Kopargaon består till största delen av jordbruksmark.